# Lifetime Achievement Award - Parmigiani
Il Lifetime Achievement Award, assegnato dal 2011 in collaborazione con il Locarno Festival, intende omaggiare personalità del cinema con una carriera straordinaria.

## Albo d'oro
- 2011: Harrison Ford
- 2012: Alain Delon
- 2013: Jacqueline Bisset
- 2014: Armin Mueller-Stahl
- 2016: Harvey Keitel
- 2017: Adrien Brody e Todd Haynes
- 2021: Dario Argento
- 2022: Matt Dillon
- 2023: Renzo Rossellini